# فرونتنيان
فرونتنيان (بالفرنسية: Frontignan)‏ هي بلدية تقع في إقليم إيرو جنوب فرنسا.